# Доле (Кладањ)
Доле су насељено мјесто у Босни и Херцеговини, у општини Кладањ, које административно припада Федерацији Босне и Херцеговине. Према попису становништва из 1991. у насељу је живјело 158 становника.

## Историја
Прије рата, насеље се у потпуности налазило у саставу предратне општине Кладањ. Послије потписивања Дејтонског споразума, већи дио његове територије улази у састав Републике Српске.

## Становништво
| Националност       | 1991. | 1981. | 1971. | 1961. |
| Срби               | 158   | 205   | 248   | 234   |
| Муслимани          |       |       | 1     |       |
| остали и непознато |       |       | 1     |       |
| Укупно             | 158   | 205   | 250   | 234   |

| Демографија | Демографија | Демографија |
| Година      | Становника  | Становника  |
| ----------- | ----------- | ----------- |
| 1961.       | 234         |             |
| 1971.       | 250         |             |
| 1981.       | 205         |             |
| 1991.       | 158         |             |